# Jaroslav Slípka (1926)
Jaroslav Slípka (10. června 1926 Loket – 24. července 2013 Plzeň) byl český histolog a embryolog.
V roce 1982 se stal profesorem embryologie. Vybudoval Ústav histologie a embryologie na Lékařské fakultě Univerzity Karlovy v Plzni. V letech 1962–1966 vedl Ústav mikroanatomie v Bagdádu, v letech 1989–1993 byl předsedou Čs. anatomické společnosti a byl také předsedou Spolku lékařů v Plzni. Zabýval se experimentální morfologií.
Jeho syn, Jaroslav je otorhinolaryngolog.